# Jonathan Kent
Jonathan Kent, Superman nevelőapja, egy kitalált szereplő a DC Comics képregényeiben. E karaktert a kanadai rajzoló Joe Shuster és az amerikai író Jerry Siegel alkotta meg 1939-ben.
John és Mary Kent:
A 2-es számú Földön a Kent-házaspár éppen az autójában utazott, amikor egy űrhajó becsapódásának voltak szemtanúi. A roncsban egy kisfiút vettek észre, akit Clark Kentnek neveztek el. Árvaházba vitték a gyermeket, de miután az szokatlan képességeket mutatott, Kenték örökbe fogadták azt és saját fiúkként nevelve segítettek Clarknak abban, miképp használja gyorsan fejlődő emberfeletti tulajdonságait. John Kent természetes körülmények között hunyt el, akkor, amikor nevelt fia férfivá cseperedett, s a halálos ágyán fiát megkérte arra, hogy képességeit csak az emberiség jó szolgálatára használja. Mary még férje halála előtt távozott az élők sorából és sohasem sejthette azt, hogy fia a Föld egyik legnagyobb szuperhősévé válik majd. A későbbiek során a 2 karakter (John és Mary) átnevezésre került, s így „született meg” Jonathan és Martha Kent.
Jonathan Kent:
Jonathan Kent az űrhajóval a Földre érkező Kal-El nevelőapja, aki saját fiaként nevelte fel az idegen, Kripton bolygóról érkező, s a későbbiekben szuperhőssé váló, kisgyermeket. Jonathan múltja is számos revízión esett át, de majdnem mindben közös az, hogy az erős erkölcsi és szellemi nevelésével minden esetben a jó ügyért való harcra próbálta meg rávenni/tanítani fiát. Jonathan családfáját egészen Angliáig lehet visszakövetni, elődjei között voltak farmerek, tengerészek, kémek, tanárok, jogászok és tudósok is. Jonathan fiatalabb korában autóversenyző volt, majd később farmerré lett a Kansas állambeli Smallville településen. Amikor Clark még kicsi volt, eladták a farmjukat és egy vegyeskereskedést vettek Smallvilleben. Jonathan képezte a fiatal kisfiút, segített neki megismerni képessége határait, valamint abban is, miképp rejtse el emberfeletti tulajdonságait osztálytársai elől. Amikor 8 évesen Clark úgy döntött, hogy a köz javára fog tevékenykedni, Martha egy szép színes jelmezt készítette a számára. Így született meg Superboy. Jonathan a smallville-i közösség egyik oszlopos tagja volt, boltja a város egyik központi gyülekezőhelye volt. Természetesen e találkahely kiváló volt arra is, hogy elaltassák a gyanakvók fiukkal kapcsolatos figyelmét vagy, hogy megtudják, ki mit sejt az ifjú Kal-Elről. A Kent család vendégszerető volt, szívesen fogadták vendégül ifjú gyermekük földönkívüli barátait, amellyel jó példát mutattak Clarknak is, miképp is kell viselkednie neki. Miután Clark elvégezte a főiskolát, Martha és Jonathan úgy döntött, megérdemelnek egy hosszabb vakációt, ezért a Karib-szigetekre mentek nyaralni. Hogy ne teljen unalmasan a pihenésük, egy kalóz kincsesládájára bukkantak az utazás során, amelyet kinyitva egy ritka trópusi betegséget kaptak el, amely halálosnak bizonyult számukra. Martha hunyt el először, Jonathannak még sikerült beszélnie fiával, akit arra emlékeztetett, hogy képességeit mindig az emberiség hasznára fordítsa. Miután Jonathan meghalt, Clark hosszabb időre elhagyta a várost (Smallville-t). Később néhány idegen, annak érdekében, hogy teljesítsék korábban Jonathannak tett ígéretüket, 24 órára feltámasztotta Kal-El nevelőapját, így apa és fia újra találkozhatott.
A Crisis on Infinite Earths maxi-sorozatát követően Jonathant újra az élők sorában üdvözölhettük. Jonathan elődei Bostonból települtek át Smallville-be, s hosszú múltra tekint vissza ottani történetük. Jonathan és Martha fedezte fel az idegen bolygóról érkező kisfiú űrhajóját, ám ebben a verzióban megtartották a gyermeket. Később úgy magyarázták meg a csecsemő születését, hogy az a hóvihar alatt látta meg a napvilágot, amely hónapokra elvágta a Kent házaspárt a külvilágtól. A két szülő mindenben segítette a gyermeket abban, hogy az beteljesítse sorsát és szívesen fogadták, ha annak pihenésre volt szüksége és Metropolistól távol szeretett volna lenni. Jonathan súlyos szívinfarktust szenvedett, amikor látta fia harcát és hősi halálát Végítélet ellen, ám sikerült végül felépülnie e megrázkódtatásból.
Az évek során a Kent-farm számos alkalommal megsemmisült vagy súlyosan megrongálódott, ezért végül Kenték újra beköltöztek Smallville-be.
A Birthright című maxi-sorozatban Clark és Jonathan viszonya teljesen másképp alakult. A főiskola alatt megszakadt a 2 karakter kapcsolata, s csak évek múlva, Clark Smallville-be való visszatérését követően rendeződött az. Jonathan elmondása szerint, mindig úgy érezte, hogy versenyeznie kell Kal-El igazi apjával, Jor-Ellel és egyáltalán nem helyeselte fia „hősködését". A két fél végül kibékült.
Az Infinite Crisis-t követően ismét változott az apa-fia kapcsolat, s a Kent papa megint a morális, etikai tartást mutató, szerető apa lett. Sajnos Brainiac (magyar fordításban: Agykeselyű) támadását követően Jonathan újfent szívinfarktust szenvedett, ám ebből már nem sikerült felépülnie.
Jonathan rendületlenül szerette Marthát és a farmját. Kapcsolatuk példát mutatott fiuknak is, aki hosszú ideig versengett azért, hogy megszerezze Lois Lane szívét. Martha volt az, aki meg szerette volna tartani az idegen planétáról érkező gyermeket, s Jonathan, a párja iránt érzett szerelemből, ebbe azonnal beleegyezett. A döntését sohasem bánta meg, ugyanis így lett teljes a családja és Marthánál jobb lelki társat aligha találhatott. Miután Clarkot magukhoz vették, a Kentékre óriási teher hárult. Egy nem hétköznapi gyermeket kellett felnevelniük, amelyhez nyugalomra és empátiára volt szükség. Jonathant örömmel töltötte el az, hogy az általa szeretett farmer-munkában egy fiatal „kölyök” is van mellette, aki segít neki. Amíg Marthára jutott Clark érzelmi nevelése, addig Jonathannak kellett megtanítania azt, hogy fia tisztában van-e a teherrel, hogy milyen kötelességek hárulnak reá. A nevelőapa büszke volt arra, ha az újságok címlapjain fia hőstetteit láthatta. Jonathan és Clark sokat beszélgettek az étkezések után, a nevelőszülő minden konkrét tanács nélkül segített fiának legyőzni az idegen illetve interdimenzionális gonosztevőket, rávilágítva az erkölcsi iránymutatásokra, amelyet fia a neveltetése során kapott.